# 左大培
左大培（1952年8月—）辽宁省大连市人。中国经济学家。

## 生平
1982年，左大培毕业于辽宁大学经济系，获学士学位。1982年到1988年，在中国社会科学院研究生院学习，1985年获经济学硕士学位，1988年获经济学博士学位。1988年后，任职于中国社会科学院经济研究所，研究经济理论。1997年起，任中国社会科学院经济研究所研究员，并兼任中国社会科学院研究生院教授。其间，1990年至1991年、1994年至1995年，他先后两次应联邦德国洪堡基金会资助，到德国进行博士后研究。

## 观点
左大培批评中国的新自由主义，认为中国“过于资本主义”，被称作亦自我定位为新左翼经济学家。
左大培自述“我对中国问题有自己的看法，这有点像德国历史学派，认为不同国家有不同的国情，民族文化、思想意识、历史条件、发展阶段都不一样，所以谁的学说你都不能乱搬。至于搬什么，就得自己分析自己的具体情况。”
2010年，左大培发表声明称“支持北朝鲜采取一切强硬措施，捍卫北朝鲜经济安全、国家主权和领土完整，打退来自美国、日本、南朝鲜等国的政治与军事威胁”，并“呼吁中国政府采取必要措施支援北朝鲜”。
2022年俄罗斯入侵乌克兰后，左大培撰文号召“把主要的斗争矛头对准北约”。他又撰文称西方对俄罗斯的制裁“在长远中有利于俄罗斯经济增长”，因为俄罗斯可以趁此机会发展独立自主的制造业，“由此而迈上了向发达工业国前进的道路”，所以“不是俄罗斯怕欧美，而是欧美怕俄罗斯”。

## 著作
- 《内生稳态增长模型的生产结构》
- 《混乱的经济学——经济学到底教给了我们什么？》[1]